# رنگ‌بندی روشن روی تاریک
رنگ‌بندی روشن روی تاریک که به آن حالت تاریک یا تم تاریک هم گفته می‌شود، نوعی از رنگ‌بندی است که اشاره به استفاده از متن و ایکون‌ها با رنگ روشن روی پس‌زمینه تاریک می‌کند، این عبارت اغلب در زمینه طراحی واسط کاربر در برنامه‌های رایانه و طراحی وب استفاده می‌شود.
واسط کاربر رایانه نخست روی ترمینال رایانه که دارای نمایش‌گر تک رنگ با فناوری CRT بود شکل گرفت. فسفر به‌طور معمول رنگ بسیار تاریک داشت و زمانی روشن می‌شد که پرتوی الکترون به آن برخورد می‌کرد و به رنگ سبز یا رنگ کهربایی یا رنگ‌های دیگر، برحسب نوع فسفر به کار رفته در نمایش‌گر تک رنگ، روی پس‌زمینه سیاه ظاهر می‌شد.
رنگ‌بندی متضاد آن، تاریک روی روشن، نخست توسط واژه پردازهایی با قابلیت دریافت عین مشاهده ارائه شد، تا حالت جوهر روی کاغذ را شبیه سازی کنند.
این که آیا خواندن متن روی پس‌زمینه تاریک آسان‌تر و سالم‌تر است یا نه بین پژوهش‌گران بینائی و ادراک مورد مشاجره است؛ همین مشاجره بین کاربران معمولی هم وجود دارد.

## مصرف انرژی
رنگ‌بندی روشن روی تاریک به انرژی کم‌تری نیاز دارد روی بعضی فناوری‌های نمایش مانند OLED, LCD و مخصوصا CRT. این می‌تواند روی طول عمر باتری‌ها و حفاظت از منابع طبیعی تأثیرگذار باشد.